# Vinterstorm

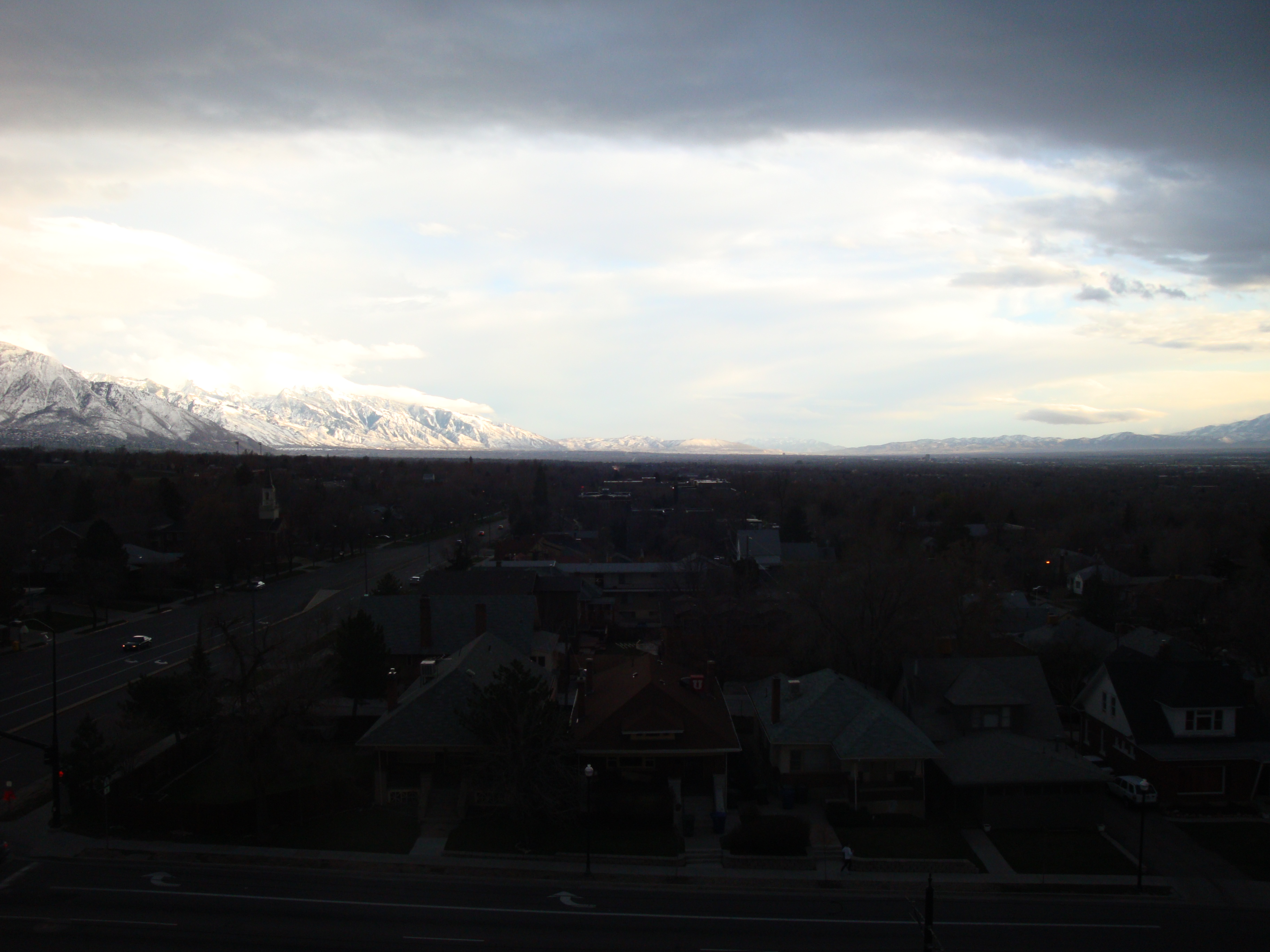
Vinterstorm nalkas i Salt Lake City.

En vinterstorm är en storm som inträffar vid låga temperaturer, och omfattar fenomen som snö eller snöblandat regn, eller frysande regn. Stormarna inträffar vanligtvis under vintern, men kan också förekomma under sen höst samt tidig vår. Ett mer sällsynt exempel är vinterstormar under sommaren, vilket dock drabbade nordöstra USA sommaren 1816.
Stränga vinterstormar är bland annat vanliga i USA.

### Fotnoter
1. ↑  Chris Dolce, Jon Erdman (14 januari 2017). ”The Nation's Worst Ice Storms” (på engelska). Weather. Arkiverad från originalet den 13 januari 2017. https://web.archive.org/web/20170113224005/https://weather.com/storms/winter/news/top-10-worst-ice-storms-20131205. Läst 14 januari 2017.